# 含水量

Soil composition by Volume and Mass, by phase: air, water, void (pores filled with water or air), soil, and total.

含水量（又称水分含量，含湿量）是指某材料中水的多少，该材料可能是指土壤、岩石、陶瓷亦或水果、木头等等。含水量在诸多科技领域中均有广泛应用，它一般用比值来表示，其大小可以从零（完全干燥）到与该材料的孔隙度相同（即含水量达到饱和状态）。含水量通常有体积含水量和重量含水量两种表示方式。

## 定义
体积含水量θ一般定义如下：
{\displaystyle \theta ={\frac {V_{w}}{V_{\text{wet}}}}}
其中{\displaystyle V_{w}}是水的体积，{\displaystyle V_{\text{wet}}=V_{h}+V_{w}+V_{a}}是含水物质的总体积。比如，对于土壤来说{\displaystyle V_{h}}、{\displaystyle V_{w}}{\displaystyle V_{a}}和分别是土壤颗粒和植物组成、水以及空气的总体积。
重量含水量如下定义：
{\displaystyle u={\frac {m_{w}}{m}}}
其中{\displaystyle m_{w}}是水的质量，{\displaystyle m}是物质的总质量，通常采用烘干前的总质量： 
{\displaystyle u'={\frac {m_{w}}{m_{\text{wet}}}}}
然而在木工、地质技术以及土壤科学等领域，分母一般选用烘干后物质总质量：
{\displaystyle u''={\frac {m_{w}}{m_{\text{dry}}}}}
若要将重量含水量换算为体积含水量，需要将重量含水量乘以物质散比重{\displaystyle SG}:
{\displaystyle \theta =u\times SG}.

### 导出量
在土壤力学和石油工程中，水饱和度{\displaystyle S_{w}}被定义为：
{\displaystyle S_{w}={\frac {V_{w}}{V_{v}}}={\frac {V_{w}}{V\phi }}={\frac {\theta }{\phi }}}
其中{\displaystyle \phi =V_{v}/V}是孔隙度，{\displaystyle V_{v}}是孔隙体积，{\displaystyle V}是物质总体积，Sw在0到1之间（即从干燥到饱和），且不可能达到最小和最大值，这只是工程应用中的理想情况。
标准化含水量{\displaystyle \Theta }(即有效饱和度{\displaystyle S_{e}})由范格鲁切腾定义，没有量纲：
{\displaystyle \Theta ={\frac {\theta -\theta _{r}}{\theta _{s}-\theta _{r}}}}
其中{\displaystyle \theta }是体积含水量；{\displaystyle \theta _{r}}是剩余含水量，即{\displaystyle d\theta /dh}为0时的含水量；{\displaystyle \theta _{s}}是饱和含水量，与孔隙度{\displaystyle \phi }大小相等。

## 测量

### 直接测量
含水量可以在已知待测材料体积的情况下直接测量。水的体积可以通过其质量{\displaystyle m_{w}}和密度{\displaystyle \rho _{w}}进行计算，进而可以用水的体积和材料体积计算体积含水量：
{\displaystyle V_{w}={\frac {m_{w}}{\rho _{w}}}={\frac {m_{\text{wet}}-m_{\text{dry}}}{\rho _{w}}}}
其中
{\displaystyle m_{\text{wet}}}和{\displaystyle m_{\text{dry}}}是样品烘干前后的质量；
{\displaystyle \rho _{w}}是水的密度；
有些材料（如煤）的体积会随含水量的改变而改变，它们的含水量的计算应依照下述公式： 
{\displaystyle u'={\frac {m_{\text{wet}}-m_{\text{dry}}}{m_{\text{wet}}}}}
土工学中的含水量是以样品干重为分母（常表示为百分数，即含水量 = u×100%）：
{\displaystyle u''={\frac {m_{\text{wet}}-m_{\text{dry}}}{m_{\text{dry}}}}}
木材的含水量一般在105℃烘干24小时的基础上利用干重进行计算。

### 实验方法
其他用来确定含水量的方法有化学滴定法（如Karl Fischer titration）、用冻干法或在惰性气体环境中加热样品来确定质量损失。在食品工业中常用的方法是Dean-Stark method。
根据ASTM(美国材料试验协会)标准年鉴的标准，团聚体中可蒸发的总湿度含量可以用如下公式计算： 
{\displaystyle p={\frac {W-D}{D}}}
其中{\displaystyle p}是样品总可蒸发水量的比值，{\displaystyle W}是样品初始质量，{\displaystyle D}是样品烘干后的质量。

## 在土壤中

### 地球物理学方法
可以用来原位检测土壤含水量的地球物理学仪器和方法有好几种，包括时域反射仪(TDR)、中子探测器、频域传感器、电容探测器、幅域反射仪(ADR)、电阻率层析成像、探地雷达(GPR)以及其他对水敏感的方法。在农业和其他科学应用领域，地球物理学传感器都比较常用。

### 遥感
因为湿润和干燥土壤的介电性质差别很大，我们可以用卫星微波遥感来估计土壤湿度。这些微波辐射对大气变化不敏感，能够穿透云层；此外它们还能穿透一定厚度的植被覆盖层，获取地表信息。根据微波遥感而获取的数据有WindSat, AMSR-E, RADARSAT, ERS-1-2, Metop/ASCAT，都可以用来估计地表湿度。

## 分类和应用
物质中的水可能是吸附在内表面，也可能是被毛细作用力保留在较小孔隙中。在较低湿度下，水的主要保留方式是吸附作用；在较高湿度下，液态水越来越重要，是否依赖于孔隙大小是影响体积的一个重要指标。在木质材料中，低于98%相对湿度时的水几乎都是吸附水。
在生物学领域，吸附水和自由水的生物学应用也迥然不同——物理吸附水很难从生物材料中被分离。物理吸附水是否会被算到含水量中可能会受到用来确定含水量的方法的影响。为了更好地区分自由水和结合水，在讨论时，必须要考虑水的活性。
水分子可能也会和材料紧紧结合在一起，形成结晶水，比如蛋白质结构中的水就是其固定的组成部分。

### 地球和农业科学
在土壤学、水文学和农业科学中，水含量对地下水补给、农业以及土壤化学都具有重要意义。近来许多研究都致力于更好地预测时空变化中的含水量改变。观测结果表明，水含量的空间差异在半干旱地区一般会随总体含水量的增大而增大，在湿润地区一般随总体含水量的增大而减小，在温带地区在中间湿度时达到最大差异。
以下是四个常用的标准水含量判定与检测标准：
| 名称       | 符号        | 吸水压力 (J/kg 或 kPa) | 一般含水量 (vol/vol) | 条件                               |
| ---------- | ----------- | ---------------------- | -------------------- | ---------------------------------- |
| 饱和水含量 | θs          | 0                      | 0.2–0.5              | 完全饱和土壤；大小相当于有效孔隙度 |
| 田间持水量 | θfc         | −33                    | 0.1–0.35             | 下雨或灌溉后2-3天的土壤湿度        |
| 永久凋萎点 | θpwp or θwp | −1500                  | 0.01–0.25            | 植物开始枯萎时的土壤湿度           |
| 剩余水含量 | θr          | −∞                     | 0.001–0.1            | 较高吸水压力下的土壤含水量         |

有效含水量θa等于：
θa ≡ θfc − θpwp
其最小值能达到0.1（砂砾）,最大值能达到0.3（泥煤）。

#### 农业
当土壤十分干燥时，水分主要是结合在土壤颗粒上，植物获取量减少，蒸发减少。当含水量低于永久凋萎点时，植物因为无法再吸水而枯萎，完全停止蒸发。当土壤水含量太低，无法保证植物生长时，便造成农业干旱。这是灌溉管理的一个重要研究方向。

#### 地下水
在饱和地下水含水层，所有土壤孔隙都充满了水，(体积含水率与孔隙度相等)。在毛细边缘以上，孔隙中会出现空气。
大部分土壤是不饱和的，其土壤含水量要比孔隙度小，它们是通气层的主体。地下潜水面的毛细边缘是饱和与不饱和区域的分界线。在潜水面以上，毛细边缘中的 含水量随深度的减小而减小。
在研究通气层时，随之而来的一个现象是，不饱和导水率随含水量的变化而变化。干燥时，由湿润处连接形成的水的路径变少了，导水率随含水量减小的关系不是线性的。
水分持留曲线描述体积含水量和多孔介质水势之间的关系，它对于不同的介质都是特异的。根据迟滞现象,会得到润湿过程和干燥过程的差异性曲线。

## 扩展阅读
- (PDF), Vienna, Austria: International Atomic Energy Agency: 131, 2008  [2016-11-05], ISSN 1018-5518, IAEA-TCS-30, （原始内容存档 (PDF)于2017-12-15）